# بيلا فيراج
بيلا فيراج (بالمجرية: Virág Béla)‏ هو لاعب كرة قدم مجري في مركز الوسط، ولد في 12 أبريل 1976 في Marcali ‏ في المجر. شارك مع منتخب المجر تحت 21 سنة لكرة القدم. أما مع النوادي، فقد لعب مع ساتشسين لايبزيغ ونادي دبرتسني.

## وصلات خارجية
- بيلا فيراج على موقع قاعدة بيانات كرة القدم.إي يو (الإنجليزية)
- بيلا فيراج على موقع بيانات كرة القدم. دي إي (الألمانية)
- بيلا فيراج على موقع Soccerway.com (الإنجليزية)
- بيلا فيراج على موقع عالم كرة القدم.نت (الإنجليزية)